# Pallavolo ai VI Giochi panamericani - Torneo femminile
Il V campionato di pallavolo femminile ai Giochi panamericani si è svolto dal 31 luglio al 12 agosto 1971 a Cali, in Colombia, durante i VI Giochi panamericani. Al torneo hanno partecipato 9 squadre nazionali nordamericane e sudamericane e la vittoria finale è andata par la prima volta a Cuba.

## Squadre partecipanti
| - Bahamas - Brasile - Canada - Colombia - Cuba - Haiti - Messico - Perù - Stati Uniti |

## Classifica finale
| Classifica | Squadre     | Qualificazione            |
| ---------- | ----------- | ------------------------- |
|            | Cuba        | Giochi della XX Olimpiade |
|            | Perù        |                           |
|            | Messico     |                           |
| 4          | Brasile     |                           |
| 5          | Canada      |                           |
| 6          | Stati Uniti |                           |
| 7          | Colombia    |                           |
| 8          | Haiti       |                           |
| 9          | Bahamas     |                           |